# Chiesa di San Francesco (Pienza)
La chiesa di San Francesco è un luogo di culto cattolico che si trova nel centro storico di Pienza, in provincia di Siena.

## Storia e descrizione
La chiesa è di origine duecentesca. L'impianto è quello tipico delle chiese francescane, a navata unica e scarsella terminale voltata a crociera.
Anche la facciata è improntata all'austerità mendicante: solo il portale vi introduce una nota decorativa. All'interno si trovano importanti resti di affreschi trecenteschi, soprattutto nel presbiterio, con Annunciazione, Deposizione, Orazione nell'orto, Stimmate di san Francesco e santi, dovuti a due pittori senesi della seconda metà del Trecento, Cristoforo di Bindoccio e Meo di Piero.
Nell'altare sinistro la Madonna della Misericordia e i Santi Sebastiano e Bernardino, della bottega di Luca Signorelli.